# (34976) 1115 T-3
1115 T-3 (asteroide 34976) é um asteroide da cintura principal. Possui uma excentricidade de 0.08709010 e uma inclinação de 6.03899º.
Este asteroide foi descoberto no dia 17 de outubro de 1977 por Cornelis Johannes van Houten e Ingrid van Houten-Groeneveld e Tom Gehrels em Palomar.